# Надцынское сельское поселение
Надцынское се́льское поселе́ние — муниципальное образование в Тобольском районе Тюменской области Российской Федерации.
Административный центр — посёлок Надцы.

## История
Статус и границы сельского поселения установлены Законом Тюменской области от 5 ноября 2004 года № 263 «Об установлении границ муниципальных образований Тюменской области и наделении их статусом муниципального района, городского округа и сельского поселения».

## Население
| 2010 | 2011 | 2012 | 2013 | 2014 | 2015 | 2016 |
| ---- | ---- | ---- | ---- | ---- | ---- | ---- |
| 981  | ↘975 | ↘916 | ↘878 | ↘857 | ↘848 | ↘821 |
| 2017 | 2018 | 2019 | 2020 | 2021 |      |      |
| ↘808 | ↘793 | ↘781 | ↘751 | ↘706 |      |      |

## Состав сельского поселения
| № | Населённый пункт | Тип населённого пункта          | Население |
| - | ---------------- | ------------------------------- | --------- |
| 1 | Ингаир           | посёлок                         | 245       |
| 2 | Надцы            | посёлок, административный центр | 683       |
| 3 | Пенья            | посёлок                         | 53        |